# 3시의 결투
《3시의 결투》(Three O'Clock High)는 미국에서 제작된 필 조아누 감독의 1987년 코미디, 판타지 영화이다. 케이시 시마즈코 등이 주연으로 출연하였고 데이빗 E. 보겔 등이 제작에 참여하였다.

## 출연

### 주연
- 케이시 시마즈코
- 애니 라이언

### 조연
- 리차드 타이슨
- 스테이시 글릭
- 조나단 와이즈
- 제프리 탬버
- 필립 베이커 홀
- 존 P. 라이언
- 리자 모로우
- 스콧 틸러
- 가이 마시
- 테론 리드
- 마이크 졸리
- 찰스 매콜레이
- 미치 필레지
- E. 캐서린 커
- 케이틀린 오헤니
- 비비언 브라운
- 존 로스먼
- 스터링 E. 가드너
- 셜리 스톨러
- 앨리스 넌

## 기타
- 공동제작: 존 데이비스
- 공동제작: 닐 이스라엘
- 미술: 윌리엄 F. 매튜즈
- 의상: 제인 럼

## 사운드트랙
1. "It's Jerry's Day Today"
2. "46-32-15"
3. "No Detention"
4. "Any School Bully Will Do"
5. "Go to the Head of the Class"
6. "Sit"
7. "The Fight"
8. "Jerry's Decision"
9. "The Fight is On"
10. "Paper"
11. "Big, Bright Brass Knuckles"
12. "Buying Paper Like it's Going Out of Style"
13. "Dangerous Trend"
14. "Who's Chasing Who"
15. "Bonding By Candlelight"
16. "You'll Never Believe It"
17. "Starting The Day Off Right"
18. "Weak At The Knees"
19. "Kill Him (The Football Dummy)"
20. "Not So Quiet in the Library/Get Lost In A Crowd"
21. "Something to Remember Me By"
22. "Arrival"